# Meckenbach (bei Birkenfeld)
Meckenbach település Németországban, Rajna-vidék-Pfalz tartományban. Lakosainak száma 110 fő (2023. december 31.).

## Népesség
A település népességének változása:
| Lakosok száma | 131  | 118  | 119  | 113  | 113  | 110  |
|               | 1975 | 2017 | 2019 | 2021 | 2022 | 2023 |